# Île Faure
Pour les articles homonymes, voir Faure.
Connue sous le nom de Faure Island en anglais, l'île Faure est une île australienne située au centre du havre Hamelin, une grande baie occupant la partie orientale du golfe de l'océan Indien que l'on appelle communément baie Shark et qui est situé sur la côte ouest de l'Australie-Occidentale. 
Elle a été nommée à la fin du mois d'août 1801 en l'honneur de Pierre Faure, géographe français, qui participait à l'expédition vers les Terres australes de Nicolas Baudin.